# Kibu Patera
La Kibu Patera è una struttura geologica della superficie di Tritone.